# André Döring
André Doring, ou apenas André, (Venâncio Aires, 25 de Junho de 1972) é um ex-futebolista brasileiro, que atuava como goleiro. Atualmente, é auxiliar técnico no Internacional.

## Carreira

### Jogador
Foi revelado pelo Sport Club Internacional, onde chegou em 1989 e surgiu nas categorias de base no início dos anos 90, sendo foi apontado como o sucessor de Taffarel.
Subiu aos profissionais em 1992 e logo em sua primeira temporada conquistou a Copa do Brasil na condição de reserva de Gato Fernández.
Assumiu a titularidade no Inter em 1996, e seguiu no posto durante três anos. Foi campeão gaúcho em 1994 e 1997.
Foi negociado com o Cruzeiro em 1999.
Contra o São Paulo, em 2000, jogando pela Copa João Havelange, torceu o joelho direito e rompeu o ligamento cruzado e sua recuperação exigiu sete meses.
Curado, voltou à meta da Raposa, jogou a Libertadores e quase todo o Brasileiro de 2001, mas numa das últimas partidas, contra o Santos, na Vila Belmiro, outra grave lesão de joelho, agora o esquerdo e ficou nove meses em tratamento.
Ao todo, dos quatro anos em que esteve em Belo Horizonte, foram 16 meses longe dos gramados. Pelo Cruzeiro venceu o Mineiro, duas vezes, a Sul-Minas, a Copa do Brasil de 2000 e a tríplice coroa em 2003 (Mineiro, Copa do Brasil e Brasileiro).
Retornou ao Inter em 2003, permanecendo no Colorado até o final de 2005.
Na final do Gauchão de 2005, numa dividida com o centroavante Jacques do 15 de Novembro, acabou quebrando o antebraço esquerdo em dois lugares e foi levado ao hospital.
Em 2007, no Juventude, André só atuou meia temporada devido às lesões.
Devido a uma série de lesões graves teve que abandonar o futebol.

#### Seleção Brasileira
Atuou apenas uma vez pela Seleção Brasileira, em um amistoso contra a Iugoslávia. O jogo terminou empatado em 1 x 1, no dia 23 de setembro de 1998.

### Fora dos campos
Atuou como auxiliar técnico do Inter B. Com o desmanche do time B em 2011, André continuou no clube trabalhando nas categorias de base.
Em abril de 2011, atuou como técnico interino do time principal colorado, após a demissão de Celso Roth e antes da chegada de Paulo Roberto Falcão. Em julho, foi fixado como auxiliar de Falcão.
No dia 21 de julho de 2012, foi anunciado como novo auxiliar técnico do Internacional.
Em 2014, comandou o Inter nas primeiras rodadas do Gauchão.

## Títulos
Internacional
- Campeonato Gaúcho: 1991, 1992, 1994, 1997, 2004, 2005

- Copa do Brasil: 1992

Cruzeiro
- Campeonato Mineiro: 2003
- Copa dos Campeões Mineiros: 1999
- Campeonato Brasileiro: 2003
- Copa Sul Minas: 2001
- Copa do Brasil: 2000, 2003
- Recopa Sul-Americana: 1998[18]

Treinador
- Campeonato Brasileiro de Futebol Sub-23: 2017